# Бонневелд, Ян
Ян Бонневелд (нидерл. Jan Bonneveld; 12 марта 1909, Амстердам — 30 января 1985, там же) — нидерландский футбольный вратарь и бейсболист. Выступал за футбольный клуб «Аякс», а также играл за бейсбольную команду этого клуба.
В составе бейсбольной сборной Нидерландов провёл два матча.

## Спортивная карьера
В июле 1929 года Ян Бонневелд вступил в футбольный клуб «Аякс», до он выступал за клуб ВФК из Вормервера. Его старший брат Геррит тоже был вратарём и с 1918 года выступал за небольшой клуб «Де Йонге Кампиун» из Амстердама.
В составе «Аякса» Ян дебютировал 2 марта 1930 года в матче чемпионата Нидерландов против роттердамской «Спарты», заменив игравшего в прошлом туре Яна де Бура. Встреча завершилась победой его команды со счётом 3:0. В том сезоне Бонневелд защищал ворота ещё в одном матче чемпионата, а также сыграл в нескольких играх Кубка Нидерландов, в котором «красно-белые» дошли до полуфинала турнира, уступив «Фейеноорду».
В сентябре 1930 года основной вратарь де Бур объявил о намерении завершить карьеру и уступить место Бонневелду, но в итоге он остался в команде в качестве резервного голкипера. В сезоне 1930/31 на счету Яна было 20 пропущенных голов в 17 матчах чемпионата — в 7 встречах он оставил свои ворота в неприкосновенности. «Аякс» по итогам сезона стал чемпионом страны, выиграв свой третий титул национального чемпиона в истории.
В общей сложности за три сезона Бонневелд сыграл в чемпионате 40 матчей, пропустив в них 56 мячей. В своём последнем сезоне Ян во второй раз подряд выиграл с клубом чемпионат Нидерландов. В последний раз в составе «красно-белых» он выходил на поле 24 апреля 1932 года в матче с «Энсхеде».
После «Аякса» Ян долгое время играл за клуб третьего класса АПГС.
С 1932 по 1940 год Бонневелд выступал за бейсбольную команду «Аякса», за которую также играли Ян Бломвлит и Ян Стам. В августе 1934 года он был вызван в сборную Амстердама, а в конце месяца получил вызов в сборную Нидерландов на товарищеский матч с бельгийцами. Матч состоялся 26 августа в Харлеме и завершился победой Нидерландов со счётом 21:12 — это был первый официальный международный матч для нидерландцев. В ответной игре в Антверпене, состоявшейся 23 сентября, бельгийцы одержали победу 19:17.

## Личная жизнь
Ян родился в марте 1909 года в Амстердаме. Отец — Герардюс Вилхелмюс Бонневелд, мать — Хендрика Мария ван Дейк, оба родителя были родом из Ньивер-Амстела. В их семье было ещё шестеро детей: четверо дочерей и трое сыновей, один из которых умер в младенчестве. Его старшая сестра Элизабет вышла замуж за однофамильца — борца Баренда Бонневелда.
Женился в возрасте двадцати восьми лет — его супругой стала 25-летняя Баукье ван дер Гот, уроженка Ньивер-Амстела. Их брак был зарегистрирован 1 сентября 1937 года в Амстердаме. В марте 1945 года у них родился сын по имени Ян Герардюс.
Умер 30 января 1985 года в Амстердаме в возрасте 75 лет. По желанию Яна, его тело было передано на научные исследования.

## Достижения
«Аякс»
- Чемпион Нидерландов (2): 1930/31, 1931/32

## Статистика по сезонам
| Клуб | Сезон   | Чемпионат Нидерландов | Чемпионат Нидерландов | Кубок Нидерландов | Кубок Нидерландов | Итого | Итого |
| Клуб | Сезон   | Игры                  | Голы                  | Игры              | Голы              | Игры  | Голы  |
| ---- | ------- | --------------------- | --------------------- | ----------------- | ----------------- | ----- | ----- |
| Аякс | 1929/30 | 2                     | −3                    | 2                 | −2                | 4     | −5    |
| Аякс | 1930/31 | 17                    | −20                   |                   |                   | 17    | −20   |
| Аякс | 1931/32 | 21                    | −33                   |                   |                   | 21    | −33   |
| Аякс | Итого   | 40                    | −56                   | 2                 | −2                | 42    | −58   |